# Ruth Handler
Ruth Handler (Denver, Colorado, 4 de novembre de 1916 - Century City, Califòrnia, 27 d'abril de 2002) empresària estatunidenca. Presidenta de l'empresa de joguines Mattel, Inc., és recordada, principalment, pel seu paper en la creació i el màrqueting de la nina Barbie.

## Biografia
Va néixer com a Ruth Mosko a Denver, Colorado. Era la filla més jove dels 10 que van tenir Jacob Joseph Mosko i Ida Rubenstein, immigrants jueus polonesos. El 1938 es va casar amb Elliot Handler.
Ruth Handler i el seu soci de negocis, Harold "Matt" Matson, van formar una companyia petita per fabricar marcs, li van posar "Mattel" combinant els seus noms ("Matt" + "El" liot). Més tard, van començar a utilitzar restes del procés industrial per fer mobles per a cases de nines. Els mobles van acabar sent més profitosos que els marcs per a retrat i van decidir concentrar-se en la fabricació de joguines. La primera gran venda de la companyia va ser el “Uka-a-doodle", un Ukelele de joguina.
Ruth Handler havia notat que la seva filla Barbara preferia jugar amb nines de paper que s'assemblessin a adultes abans que amb d'altres que semblesin nens. Quan va ser a Europa, va saber d'una nina alemanya denominada Lilli (que no era precisament una joguina per a nenes, més aviat es tractava d'un obsequi de broma per a homes) i la va comprar per a Barbara.
Ruth Handler va assegurar després que quan va comprar la Lilli per a la seva filla, ignorava la seva naturalesa de joguina adulta. Quan va tornar a casa va refer el disseny de la nina i la va anomenar Barbie; va debutar en la fira de la joguina de Nova York el 9 de març de 1959.
Sota la pressió de les feministes, la nina Barbie va evolucionar de model de moda a dona de carrera, incloent les variants de metgessa, astronauta, oficial de policia, paramèdica, esportista, veterinària i professora.
Handler va morir a Califòrnia a causa d'un càncer de còlon el 27 d'abril de 2002, als 85 anys.